# درباره گزاره‌های تصمیم‌ناپذیر از اصول ریاضیات و سیستم‌های مرتبط
دربارۀ گزاره‌های تصمیم‌ناپذیر از اصول ریاضیات و سیستم‌های مرتبط (به انگلیسی: On Formally Undecidable Propositions of Principia Mathematica and Related Systems) مقاله‌ای در منطق ریاضی است که در ۱۷ نوامبر ۱۹۳۰، توسط کورت گودل، ریاضی‌دان، منطق‌دان و فیلسوف اتریشی منتشر شده‌است. این اثر در اصل به زبان آلمانی در جلد ۱۹۳۱ مجله ریاضی موناتشفت فور ماتماتیک منتشر شد. چندین ترجمه انگلیسی از این مقاله به صورت چاپی منتشر شده‌است و در دو مجموعه از مقالات منطق ریاضی کلاسیک گنجانده شده‌است. این مقاله شامل قضایای ناتمامیت گودل است، که اکنون نتایج اساسی در منطق است و پیامدهای زیادی برای اثبات سازگاری در ریاضیات دارد. این مقاله همچنین برای معرفی تکنیک‌های جدیدی که گودل برای اثبات قضایای ناقص بودن ابداع کرد، شناخته‌شده‌است.

## طرح کلی و نتایج کلیدی
نتایج اصلی به‌دست آمده از این مقاله، قضایای ناتمامییت اول و دوم گودل است که تأثیر زیادی در زمینه منطق ریاضی داشته‌است. این دو قضیه به ترتیب به‌عنوان قضایای VI و XI در مقاله ظاهر می‌شوند.
به منظور اثبات نتایج، گودل روشی را معرفی کرد که اکنون به نام شماره‌گذاری گودل معروف است. در این روش به هر جمله و برهان صوری در محاسبات مرتبه اول یک عدد طبیعی خاص اختصاص داده می‌شود. گودل نشان می‌دهد که بسیاری از ویژگی‌های این اثبات‌ها را می‌توان در هر نظریه‌ای از حساب که برای تعریف توابع بازگشتی اولیه باشد، تعریف کرد. (اصطلاحات معاصر برای توابع بازگشتی و توابع بازگشتی اولیه هنوز در زمان انتشار مقاله ایجاد نشده بود) گودل برای آنچه که اکنون توابع بازگشتی اولیه شناخته می‌شود، از کلمه رکورسیو (:rekursiv :بازگردان) استفاده کرد. روش شماره‌گذاری گودل از آن زمان در منطق ریاضی رایج شد.
از آن‌جا که روش شماره‌گذاری گودل جدید بود، برای جلوگیری از هرگونه ابهام، فهرستی از ۴۵ تعریف رسمی صریح از توابع بازگشتی اولیه و روابط مورد استفاده برای دست‌کاری و آزمایش اعداد گودل ارائه کرد. او از این فهرست ا برای ارائه یک تعریف صریح از فرمول Bew(x) استفاده کرد، که اگر و فقط اگر x عدد گودل یک جمله φ باشد و یک عدد طبیعی وجود داشته باشد که عدد گودل یک برهان φ باشد درست است. نام این فرمول از Beweis (کلمه‌ای آلمانی برای اثبات) گرفته شده‌است.
دومین تکنیک جدیدی که گودل در این مقاله ابداع کرد، استفاده از جملات خودارجاعی بود. گودل نشان داد که پارادوکس‌های کلاسیک خودارجاعی، مانند «این گزاره نادرست است» را می‌توان به‌عنوان جملات رسمی خودارجاعی حسابی بازنویسی کرد. به‌طور غیررسمی، جمله‌ای که برای اثبات اولین قضیه ناقص بودن گودل به‌کار می‌رود می‌گوید: «این جمله قابل اثبات نیست». این واقعیت که چنین ارجاعی را می‌توان در حساب بیان کرد تا زمانی که مقاله گودل منتشر شده بود، شناخته‌شده نبود. کار مستقل آلفرد تارسکی در مورد قضیه تعریف‌ناپذیری او تقریباً در همان زمان انجام شد اما تا سال ۱۹۳۶ منتشر نشد.